# 伯灵顿拱廊街

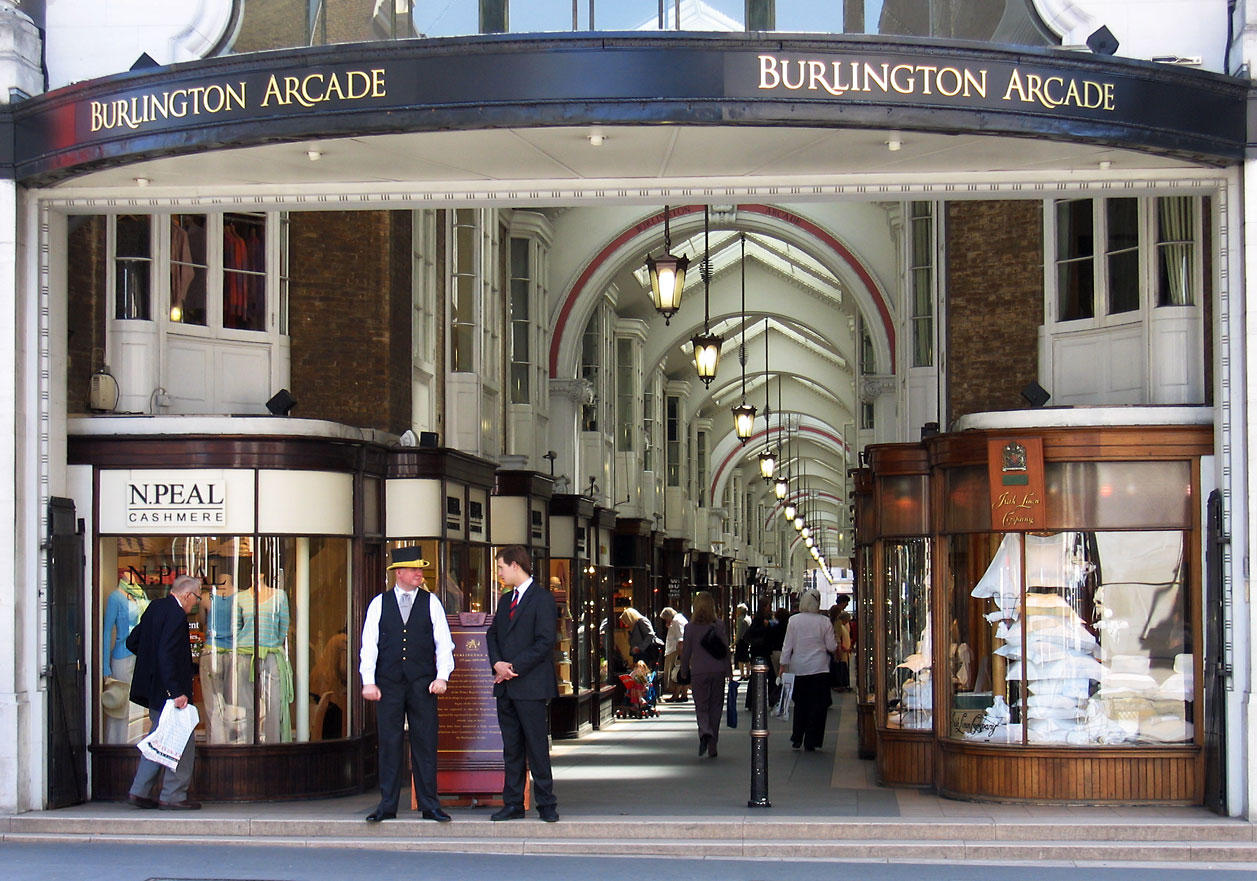
伯灵顿拱廊街北入口

伯灵顿拱廊街（Burlington Arcade）是伦敦的一个有盖购物廊，位于龐德街后面，从皮卡迪利街到伯灵顿花园。它是19世纪中期的欧洲购物廊和现代购物中心的先驱之一。兴建伯灵顿拱廊街是“为销售珠宝首饰和时尚需求的花式物品，为公众的满足”。
伯灵顿拱廊街由第五任德文郡公爵威廉·卡文迪什的弟弟乔治·卡文迪什勋爵下令修建，他继承了邻近的伯林顿府，拱廊街曾经是其西侧的花园，据说是防止路人向他家墙上扔牡蛎壳等垃圾。拱廊街于1819年开业。它包括一条笔直的透明屋顶的走道，两旁有72个两层小单位。部分单位现已合并，店铺数目减少到约40个。皮卡迪利立面在20世纪初添加了维多利亚风格主义后期的版本。

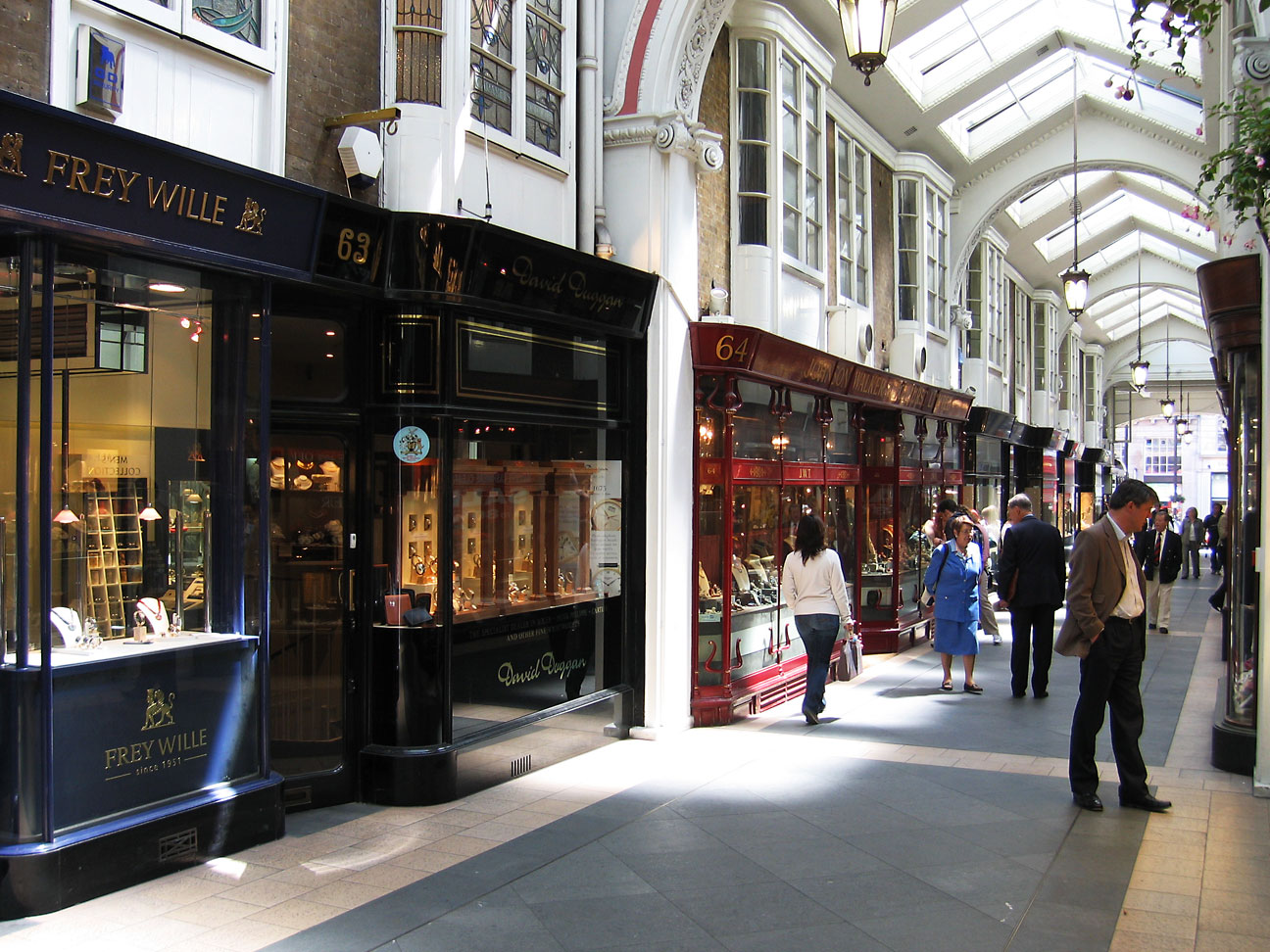
伯灵顿拱廊街的店面

这个步行拱廊街，拥有一个玻璃屋顶下统一的店面，一直是高档零售地点。在伯灵顿拱廊街巡逻的捕役穿着传统制服，包括大礼帽和大礼服。最初的捕役全都是乔治·卡文迪什勋爵的军团第十皇家骑兵的退役成员。现时租户包括各种服装店，鞋类及配件商店，艺术和古董交易商、珠宝商和古董银经销商。
伯灵顿拱廊街是欧洲早期大型玻璃顶盖购物廊成功的原型，后继者包括布鲁塞尔圣休伯特拱廊街、圣彼得堡帕萨兹拱廊街、那不勒斯翁贝托一世拱廊街和米兰埃马努埃莱二世拱廊街。
2018年5月9日英國Thor Equities和 Meyer Bergman以3億英鎊将共同持有的伯靈頓拱廊街出售给了一位未透露姓名的私人投资者。零售面积为3.7万平方英尺（约合3437平方米），临街面长1100英尺（约合102.19米），每年能吸引超过400万名游客。